# 綺羅礼
綺羅 礼（きら れい、1988年11月25日 - ）は、日本のタレント。東京都出身。WESSAP所属。
ハウス

## 出演

### テレビドラマ
- 江～姫たちの戦国（2011年1月 - 11月、NHK）
- 下流の宴（2011年5月、NHK）

### テレビ番組
- 関ジャニの仕分け∞（テレビ朝日）
- 行列のできる法律相談所（日本テレビ）
- 夫婦の掟（テレビ朝日）
- 所さんの目がテン！（日本テレビ）

### インターネットテレビ
- 国税庁”海をこえた税務調査”（Web-TAX-TV）

### CM
- ソフトバンク”プリモバイル”
- サントリー”トリスハイボール”
- 洋服の青山「就活スーツ美姿っとスーツ篇」
- 資生堂コラーゲン
- SANKYOパチンコ
- マクドナルド
- 湘南美容外科
- スクラッチくじ
- サッポロビール
- T&G
- 東芝「LEDau4GLTE」
- BOSS缶コーヒー
- タウンフロムエー
- au PLAY screen
- サントリー金麦
- 三井アウトレット
- 液体ムヒ
- サントリー　-196°ストロングレフル
- ＬＩＯＮ　「Ｂan」
- サントリー「マッコリ」
- アデランス　フォンテーヌ

### 舞台
- 猪と湖 「音速の象」シマコ役レイチェル役Ｗヒロイン
- 2018 WESSAP SHOW TIME! IN Nagasaki

ハウステンボス歌劇団  男役